# Атыраубалык
«Атыраубалык» (каз. Атыраубалық) — крупное акционерное (с 1992) предприятие рыбной промышленности Казахстана. В 2013 году признано банкротом.

## История
Основано в 1931 году как цех «Лицпромстрой». 15 мая 1932 года принят в эксплуатацию новый лицевой рыбзавод мощностью 60 тысяч центнеров посола рыбы в год. (Лицевою называли первую линию сетей, выставляемых к устью реки Урал).
6 ноября 1933 года сдан в эксплуатацию Гурьевской рыбоконсервный комбинат, второй по мощности в СССР, с консервным, икорно-балычным заводами, холодильной установкой на 2100 тонн, морозилкой на 130 тонн.
В 1958 году преобразован в Гурьевское производственное управление рыбной промышленности. 
В 1974 году вступил в строй новый икорно-балычный завод рыбокомбината. 
С 1976 года — производственное объединение союзного значения, в которое входили: Атырауский судоремонтный завод, Шортанбайский рыбозавод, автобаза, машинно-мелиоративная станция, производственный отдел материально-технического оснащения, 9 цехов и 9 рыболовецких объединений. Построены новый икорный цех и пристань с мощными кранами. Действовали 9 плавучих икорных заводов. На «Атыраубалыке» были установлены автоматические и комплексно-механизированные линии по выпуску жестяных банок, консервов, икры и балычных изделий. Предприятие принимало и перерабатывало различные виды осетровых (белуга, осетр, севрюга). Завод стал выпускать «Сардины», «Уху каспийскую», «Тефтели в томатном соусе», «Кильку холодного копчения». Увеличился и выпуск икры в мелкой расфасовке. Комбинат вырабатывал 11 видов консервов, снабжал страну мороженой, сушёной, вяленой, печёной рыбой, балыком, паюсной и зернистой икрой. Из отходов рыбы предприятие вырабатывало кормовую муку, клей, технические жиры. Свыше 40 % акций принадлежало фирмам «Кавске» (Швейцария) и «Ковинреке» (Германия). В 1997 году в посёлке Ракуша открылся завод по выращиванию осетровых (3 млн единиц в год). «Атыраубалык» экспортировал свою продукцию в Западную Европу, страны Ближнего Востока.
11 января 2013 года областной специализированный экономический суд города Атырау признал АО «Атыраубалык» банкротом.
Здания и сооружения компании в Атырау в 2019 году планировалось снести под строительство жилых домов.

## Награды
В августе 1935 года коллектив Гурьевского рыбоконсервного комбината первым в области завоевал Переходящее Красное знамя республики за досрочное выполнение обязательств, принятых в честь 15-летней годовщины образования Казахской республики. 
9 августа 1936 года Гурьевский рыбоконсервный комбинат награжден орденом "Знак Почета".
В ноябре 1946 года состоялось вручение Гурьевской МРС (моторно-рыболовная станция) Переходящего Красного знамени ВЦСПС и Наркомрыбпрома СССР на вечное хранение за самоотверженный труд в годы Великой Отечественной войны.
За свою почти 80-летнюю историю Гурьевский рыбкомбинат был отмечен многими государственными наградами и званиями, а работники получили высшие награды СССР, становились делегатами партийных съездов. Четыре работника рыбной промышленности Гурьева получили высокое звание Героев Социалистического Труда: это обработчик консервного цеха рыбкомбината Айнаш Байжигитова, работники рыболовецких колхозов, сдававших рыбу, Ибраш Кудайбергенов, Изтурган Уразбаев и Хасан Утегенов.